# Макаель
Макаель (ісп. Macael) — муніципалітет в Іспанії, у складі автономної спільноти Андалусія, у провінції Альмерія. Населення — 6120 осіб (2010).
Муніципалітет розташований на відстані близько 360 км на південь від Мадрида, 55 км на північ від Альмерії.
На території муніципалітету розташовані такі населені пункти: (дані про населення за 2010 рік)
- Макаель: 6116 осіб
- Ель-Марчаль: 4 особи

## Демографія
Динаміка населення (INE ):

## Міста-побратими
- Асплугас-да-Любрагат, Іспанія
- Жаррі, Франція

## Галерея зображень

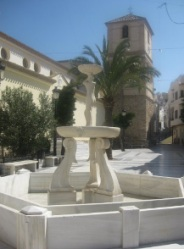
Площа Конституції, Макаель